# Campanophyllum proboscideum
Campanophyllum là một chi nấm thuộc họ Cyphellaceae. Chi này chỉ có một đại diện, gồm một loài Campanophyllum proboscideum, được tìm thấy ở Costa Rica.